# Ōwani
Ōwani (大鰐町; Ōwani-machi) és un poble del Japó situat a la prefectura d'Aomori.